# Средномозъчно ядро на троичния нерв
Средномозъчното ядро на троичния нерв (Nucleus mesencephalicus nervus trigemini) или ядро на троичния нерв в средния мозък е свързано е с проприоцептивната сетивност на дъвкателните мускули. За разлика от много ядра в централната нервна система, това ядро не съдържа химически синапси. Вместо това, невроните на ядрото са псевдоуниполярни клетки, получаващи проприоцептивна информация от долната челюст и изпращат инструкции на моторното ядро на троичния нерв, медииращ моносинаптония масетерен рефлекс. То е и единствената структура в ЦНС съдържаща телата на първични аферентни клетки, които обикновено се съдържат в рамките на ганглия (като на троичния ганглий).